# وليام الفيس سلون
وليام الفيس سلون الأول (بالإنجليزية: William Elvis Sloan I)‏ (1867 - 1961) هو مخترع سيفون المرحاض، الذي يتم تركيبه في المراحيض بغرض تصريف المياه.